# Movimento di Giugno
Il Movimento di Giugno (in danese Juni Bevægelsen o ancora Junelisten, Lista di Giugno) è stato un partito politico danese.

## Storia
Nato il 23 agosto 1992 per opporsi all'integrazione della Danimarca nella nascente Unione europea, prende il nome dal referendum danese sul trattato di Maastricht tenutosi nel giugno di quell'anno. Questo movimento ha poi dato nascita a EUDemocrats, un partito politico europeo (2005, primo congresso 2006).
Non ha presentato candidati al Folketing (camera danese), ma solo al Parlamento europeo, dove nel 2004 ottiene l'elezione di due eurodeputati. Il suo simbolo è la J e la fragola (frutta del mese di giugno).
Il suo leader è stato, fino al 2008, Jens-Peter Bonde, eurodeputato, già eletto nel 1979 in un movimento simile (Folkebevægelsen mod EU). Bonde ha deciso di non ripresentarsi alle elezioni del Parlamento europeo del 2009 e nel 2008 ha dato le dimissioni da eurodeputato e da leader del Movimento nel 2008 per occuparsi di EUDemocrats, per cui il Movimento rimane con un solo eurodeputato. Il 7 giugno 2009 il Movimento è stato sconfitto alle elezioni danesi per il Parlamento europeo, non ottenendo alcun seggio. Per correre di nuovo il Movimento doveva raccogliere le firme di 80.000 elettori, ma questo era ritenuto un compito impossibile, per cui la sera stessa del 7 giugno 2009 il leader movimento Keld Albrecthsen ha annunciato che il movimento si sarebbe sciolto. Il Movimento si è sciolto il 5 settembre 2009.

## Risultati elettorali
| Elezione     | Voti    | %     | Seggi  |
| ------------ | ------- | ----- | ------ |
| Europee 1994 | 316.687 | 15,23 | 2 / 16 |
| Europee 1999 | 317.508 | 16,11 | 3 / 16 |
| Europee 2004 | 171.927 | 9,08  | 1 / 14 |
| Europee 2009 | 55.459  | 2,37  | 0 / 13 |